# Albert Oost
Albert Oost (Wijnjewoude, 1968) is een Nederlandse schilder en beeldhouwer.

## Leven en werk
Oost studeerde aan Academie Minerva in de stad Groningen, maar maakte de opleiding niet af. Hij ontwikkelde zich verder als autodidact. Hij werkt in Heerenveen. Hoewel hij zich vooral bezighoudt met schilderen, maakt hij ook ruimtelijk werk. Hij exposeerde onder andere in het Fries Museum (2002), het Groninger Museum (2007) en het Museum Belvédère (2008, 2010).

## Werken (selectie)
- 1998 Bodil, Bolsward[3]
- 2001 Sjoerd (menhir) en Rûmsicht, Drachten
- 2001 Voor de vrijwilligers, Joure
- 2002 De Pûst, Lemmer
- 2002 Platvorm, Oosterwolde
- 2006 Speltsje, Leeuwarden

## Afbeeldingen

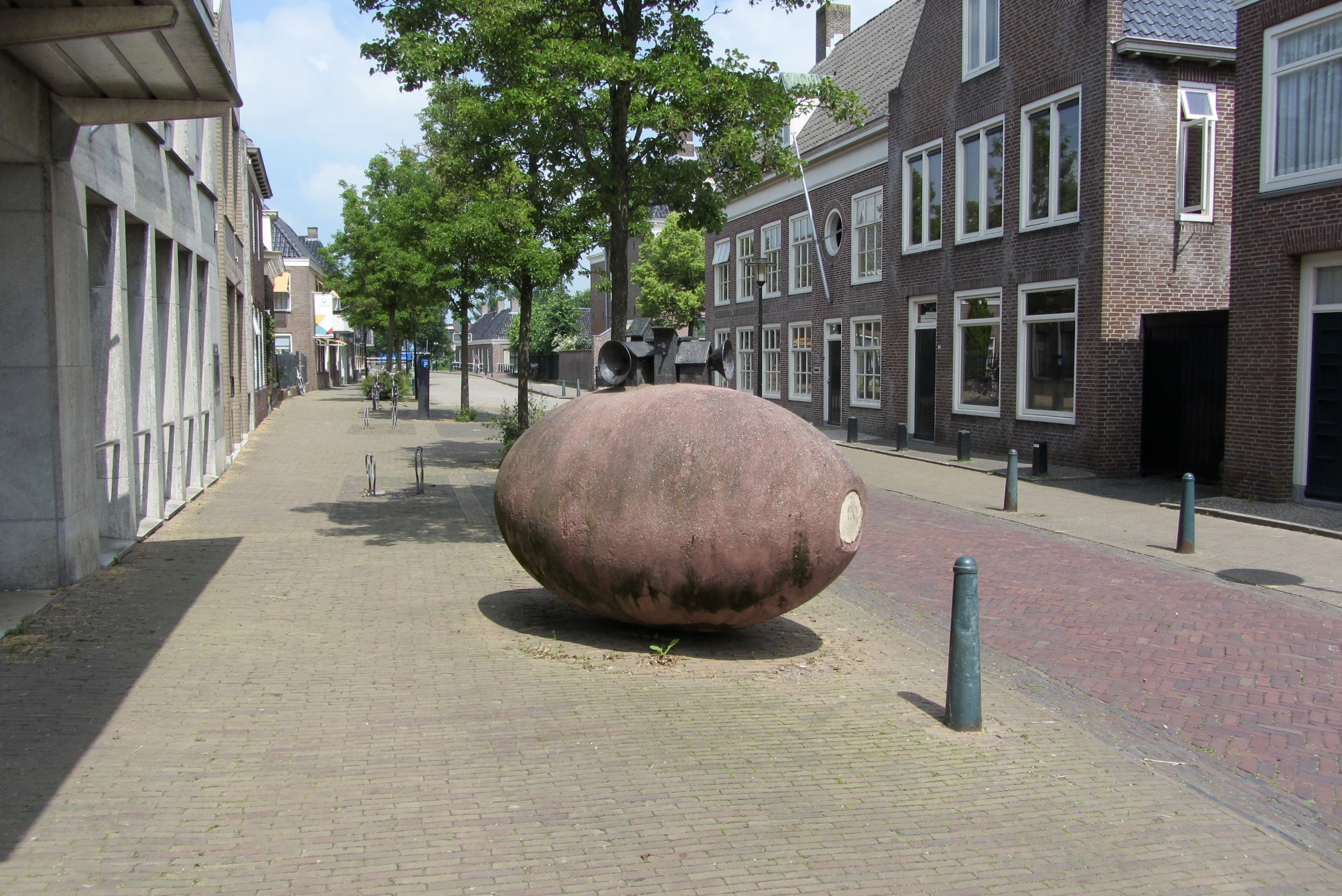
Bodil
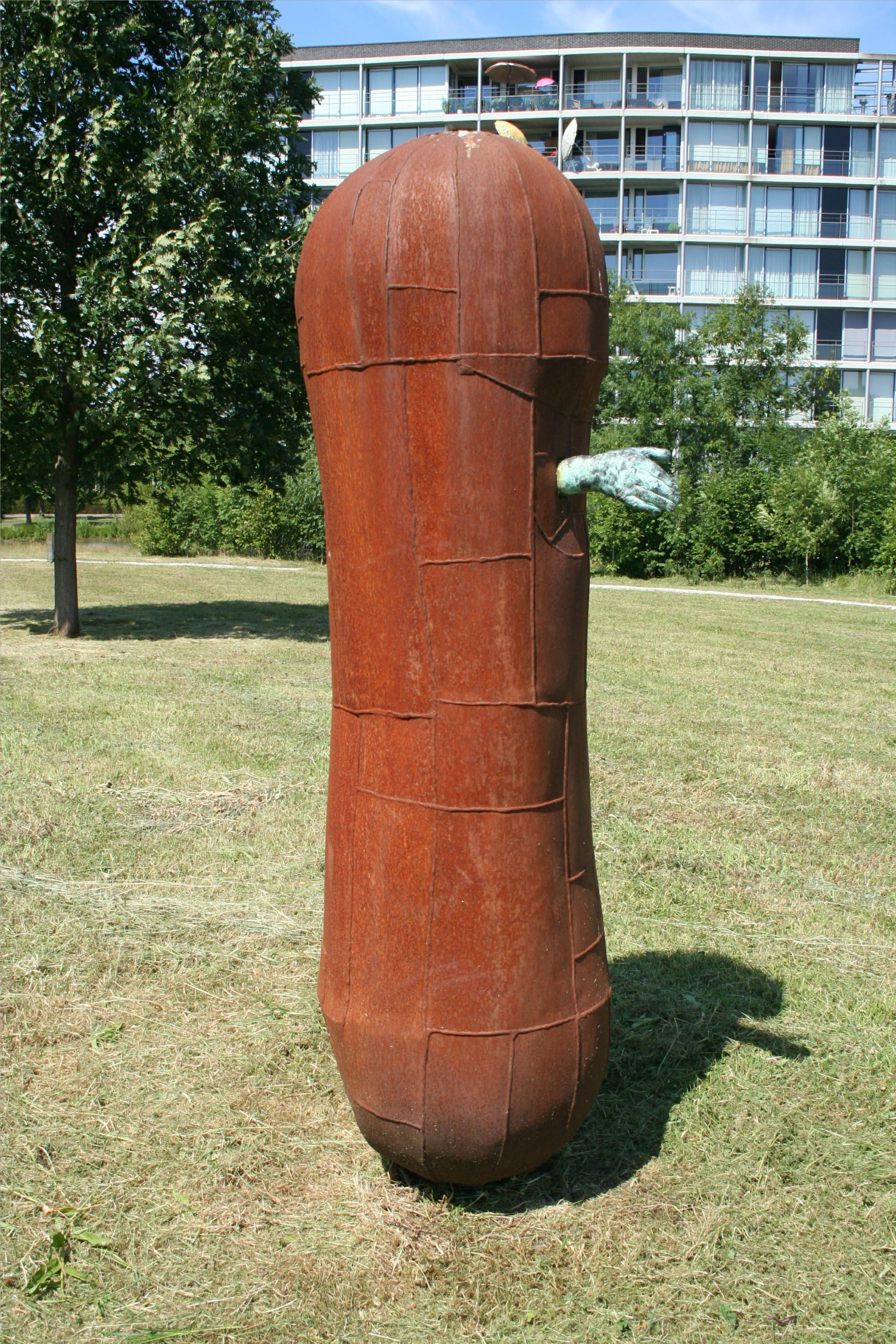
Sjoerd (Menhir)
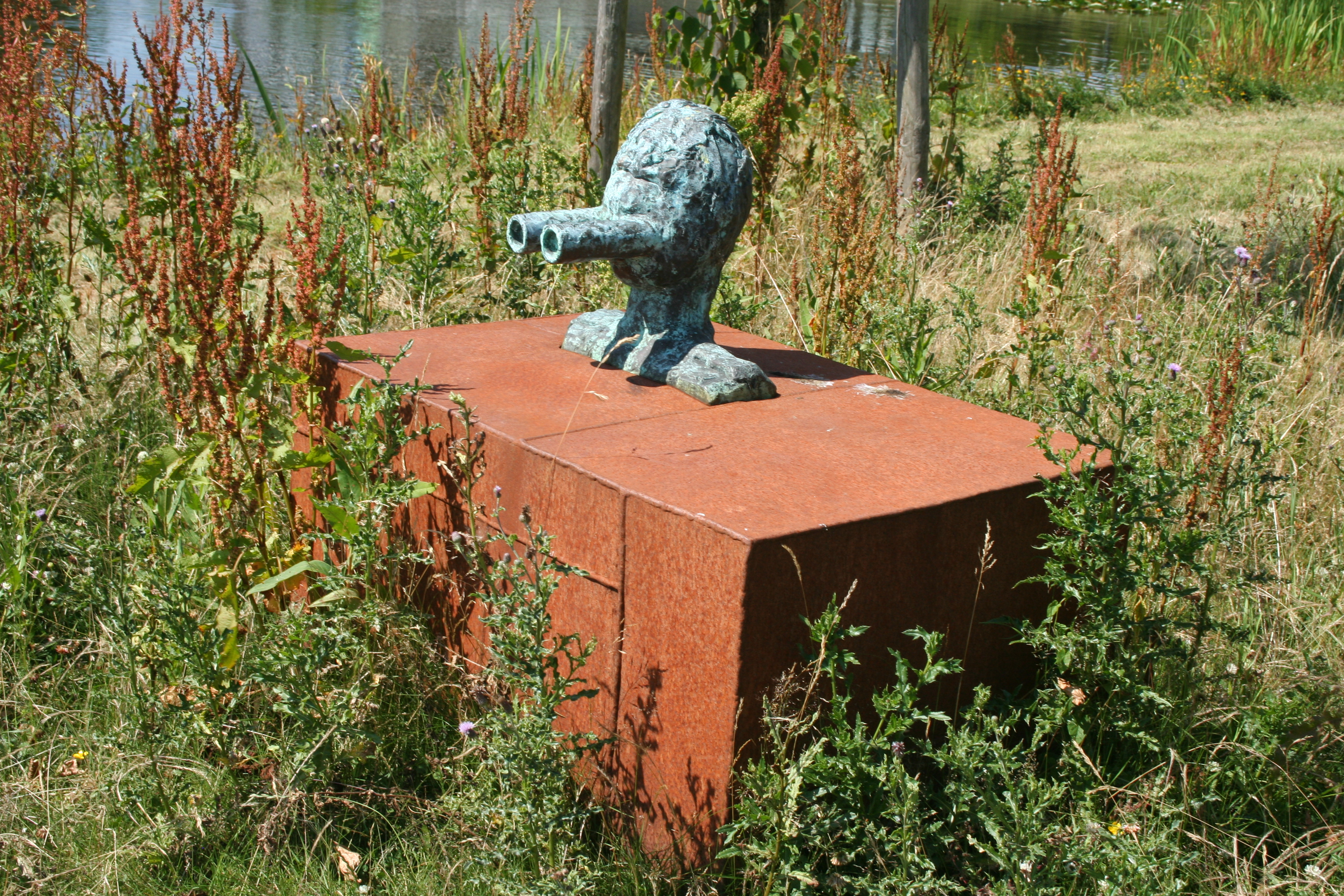
Rûmsicht
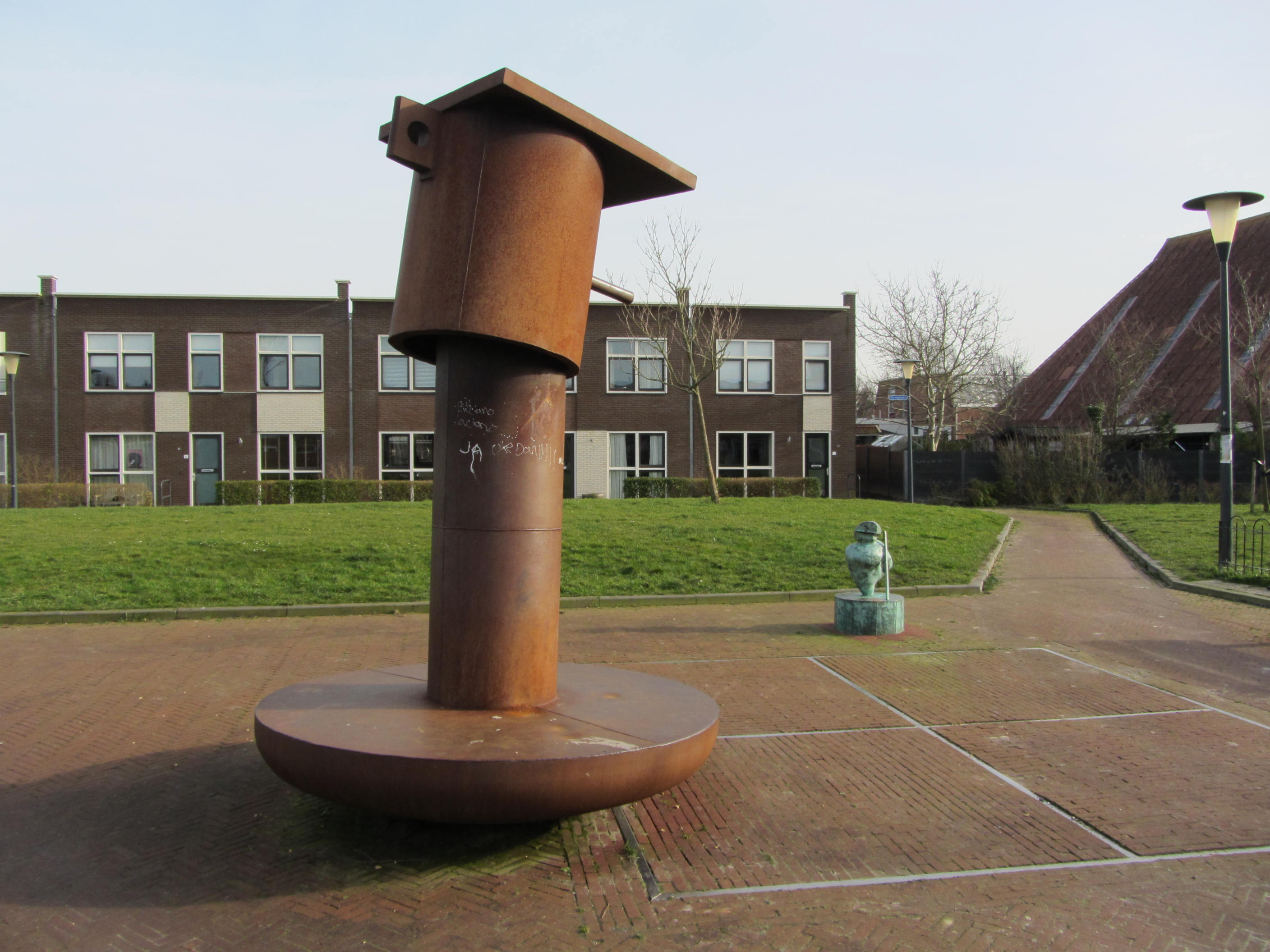
Speltsje